# Marat Käryszałow
Marat Käryszałow (ur. 27 lipca 1986) – kazachski zapaśnik walczący w stylu klasycznym. Brązowy medalista igrzysk azjatyckich w 2010 roku.